# Изонитрилы
Изонитрилы (изоцианиды, карбиламины) — органические соединения общей формулы , изомерны нитрилам R—C≡N. ИЮПАК рекомендует использовать название «изоцианиды». Изонитрилы токсичны и обладают сильным отвратительным запахом, низшие изонитрилы представляют собой жидкости.

## Свойства
Структуру изонитрильной группы можно представить как резонансный гибрид двух канонических форм — биполярной с отрицательным зарядом на атоме углерода и карбеновой с двухвалентным углеродом:
Изонитрильная группа, подобно нитрильной, линейна (угол C-N-C составляет 180°), длина связи C=N в изонитрилах — 0,117 нм также близка длине нитрильной связи — 0,116 нм, близки и параметры ИК-спектров у изонитрилов характеристическая полоса при 2100—2200 см−1, у нитрилов — при 2200—2250 см−1, что свидетельствует о большем вкладе биполярной структуры.
В ЯМР-спектрах 13C изонитрильный атом углерода дает сигнал при 150—160 м.д.

## Реакционная способность
Изонитрильная группа - единственная стабильная функциональная группа, содержащая двухвалентный углерод (в карбеновой резонансной форме), поэтому для неё характерны реакции 1,1-присоединения к углероду, восстанавливающие его устойчивое четырехвалентное состояние, а не 1,2 присоединения к кратной связи, характерные для нитрилов.
Другой особенностью является локализация отрицательного заряда на углероде в биполярной резонансной форме, что обусловливает их высокую реакционную способность к электрофильным агентам и пониженную, в отличие от нитрилов, по отношению к нуклеофильным.

### Реакции с электрофилами
Изонитрилы реагируют с электрофильными реагентами с образованием продуктов 1,1-присоединения к атому углерода, при этом
Изонитрилы бурно реагируют с галогенами - хлором, бромом и даже йодом, образуя иминокарбонилдигалогениды, в синтетической практике реакцию проводят при охлаждении:
R—N≡C + Hal2 {\displaystyle \to } RNC(Hal)2
Взаимодействие изоцианидов с безводными галогеноводородами ведет к образованию солей формимидоилгалогенидов:
R—N≡C + HHal {\displaystyle \to } RN=CHHal•HHal
Изонитрилы ацилируются хлорангидридами карбоновых кислот с образованием α-кетоимидоилхлоридов:
R—N≡C + R1COCl {\displaystyle \to } RN=C(Cl)COR1
Реакция карбоновых кислот с изонитрилами через промежуточное образование ацилимидатов ведет к образованию ангидридов карбоновых кислот и N-формамидов:
R—N≡C + R1COOH {\displaystyle \to } RN=CHOCOR1
RN=CHOCOR1 + R1COOH {\displaystyle \to } RNHCHO + (R1CO)2O
Электрофильная атака sp2 С-электрофилов (кетонов и солей иминов) на нуклеофильный атом углерода изонитрилов лежит в основе реакций Пассерини и Уги.

### Реакции с нуклеофилами
Изонитрилы устойчивы к нуклеофильным атакам: они не гидролизуются в щелочных условиях, не взаимодействуют со спиртами и не реагируют с аминами даже при нагревании.
Однако  при протонировании атома углерода изонитрильной группы образуется высокоэлектрофильный катион:
R—N≡C + H+ {\displaystyle \to } R—N+≡CH ,
который реагирует с нуклеофилами: в условиях кислотного катализа изонитрилы реагируют со спиртами, тиолами и аминами; аналогичный каталитический эффект оказывают и соли некоторых переходных металлов (в частности, цинка и одновалентной меди).
Так, в кислой среде изонитрилы легко гидролизуются до N-замещенных формамидов и присоединяют сероводород с образованием N-замещенных тиоформамидов:
R—N≡C + H2X {\displaystyle \to } RNHCHX
В присутствии хлорида меди(I) амины реагируют с изонитрилами с образованием замещенных формамидинов, аналогично в этих условиях реагируют и гидразины, образуя формамидразоны:
R—N≡C + R1NH2 {\displaystyle \to } HC(=NR)NHR1,
R1 = Ar, Alk, ArNH, AlkNH

### Окисление и восстановление
Изонитрилы окисляются до изоцианатов под действием разнообразных окислителей - диметилсульфоксида,
оксида ртути(II) и т.д.:
R—N≡C + [O] {\displaystyle \to } RN=C=О
Окисление изонитрилов в присутствии соответствующих нуклеофилов является синтетическим эквивалентом реакции изоцианата с нуклеофилом.
Так, окисление изонитрилов ацетатом трехвалентного таллия в присутствии спиртов приводит к образованию соответствующих карбаматов:
R—N≡C + Tl(OAc)3 + R1ОН {\displaystyle \to } R-N=C(OR1)Tl(OAc)3 + AcOH
R-N=C(OR1)Tl(OAc)3 + R1ОН {\displaystyle \to } R-N=C(OR1)2
R-N=C(OR1)2 + AcOH {\displaystyle \to } RNHCO2R1 + AcOR1
Окислительное присоединение первичных аминов к изонитрилам ведет к образованию карбодиимидов, в качестве окислителя в таких реакциях выступает молекулярный кислород:
R—N≡C + R1NH2 + [O] {\displaystyle \to } R-N=C=N-R1 + H2O
Аналогичным образом изонитрилы взаимодействуют и с серой, образуя изотиоцианаты:
R—N≡C + [S] {\displaystyle \to } RN=C=S
Восстановление изонитрилов (алюмогидридом лития, натрием в этаноле, каталитическое над платиновой чернью и т.п.), как правило, ведет к образованию вторичных метиламинов:
R—N≡C + [H] {\displaystyle \to } RNHCH3 ,
однако под действием трибутилгидрида олова алкилизонитрилы восстанавливаются до алканов:
R—N≡C + [H] {\displaystyle \to } RH

### Комплексообразование
Изонитрилы образуют комплексы с переходными металлами, открытие комплексов изонитрилов произошло одновременно с синтезом первого представителя изонитрилов - аллилизонитрила - взаимодействием аллилйодида с цианидом серебра: в этой реакции происходит образование изоцианидного комплекса серебра.
Изонитрилы являются σ-донорными лигандами средней силы и сильными π-акцепторными лигандами и в силу этого изонитрильные комплексы схожи с карбонилами металлов: так, изонитрилы, как и окись углерода, в комплексе стабилизируют низшие степени окисления металлов и могут образовывать мостики между атомами металлов, образуя многоядерные комплексы - в том числе и многоядерные нульвалентные комплексы, например, трет-бутилизонитрильный комплекс железа  Fe2(t-BuNC)9, аналогичный нонакарбонилу железа Fe2(CO)9.

## Синтез
Изонитрилы были впервые синтезированы в 1859 году, когда Лике синтезировал аллилизоцианид взаимодействием аллилйодида с цианидом серебра. Этот метод синтеза подобен синтезу нитрилов алкилированием «свободного» цианид-иона цианидов щелочных металлов алкилгалогенидами, однако в случае использования цианидов серебра и одновалентной меди, образующих цианидные комплексы, в которых с металлом связывается атом азота цианид-иона, алкилирование происходит по атому углерода и образуется изоцианидный комплекс:
AlkI + AgCN {\displaystyle \to } AlkN≡C·AgI
Из такого комплекса изонитрил высвобождается действием цианида калия:
AlkN≡C·AgI + KCN {\displaystyle \to } AlkN≡C + K[AgI(CN)]
Выходы в классическом варианте этой реакции относительно невысоки (до 55 %), однако могут быть повышены её проведением в апротонных растворителях в условиях межфазного катализа в присутствии четвертичных фосфониевых или аммониевых солей. Наилучшие результаты дает проведение реакции в гомогенной среде, например, при использовании в качестве донора цианида дицианоаргентатом тетраметиламмония, выходы в этом случае близки к количественным.
Близким к этому методу является взаимодействие эпоксидов с триметилсилилцианидом, катализируемое хлоридом цинка, ведущее к образованию алифатических β-триметилсилоксиизонитрилов, которые могут быть далее гидролизованы до β-гидроксиизонитрилов, выходы в реакции высоки и превышают по β-гидроксиизонитрилам превышают 90 %.
Другим классическим методом синтеза изонитрилов является открытая в 1867 году Готье и Гофманом реакция между первичным амином и хлороформом в спиртовом растворе щелочи (карбиламинная реакция Гофмана), идущая через образование дихлоркарбена и его взаимодействие с амином:
CHCl3 + KOH {\displaystyle \to } :CCl2 + KCl + H2O
RNH2 + :CCl2 + 2KOH {\displaystyle \to } R-N≡C + 2KCl + 2H2O
По аналогичному механизму протекает взаимодействие первичных аминов с трихлорацетатом натрия, разлагающегося при нагревании с образованием дихлоркарбена.
Изонитрилы также синтезируются дегидратацией N-монозамещенных формамидов под действием различных водоотнимающих агентов — например, хлорангидридов кислот или комбинации трифенилфосфина с четыреххлористым углеродом:
RNHCHO {\displaystyle \to } R-N≡C
Другим общим методом синтеза изонитрилов исходя из альдегидов является их конденсация с 5-аминотетразолом, восстановлением образовавшихся иминов в N-замещённые 5-аминотетразолы и их окисление гипобромитом натрия:
RCHO + Tetr-NH2 {\displaystyle \to } RCHNTetr
RCHNTetr + [H] {\displaystyle \to } RCH2NHTetr
RCH2NHTetr + NaBrO {\displaystyle \to } R-N≡C + 3N2 + H2O + NaBr

## Изонитрильная проба по Гофману
Изонитрилы обладают сильным отвратительным запахом, эта особенность используется для качественного обнаружения первичных аминов в изонитрильной пробе по Гофману: раствор исследуемого вещества в хлороформе добавляется к спиртовому раствору щелочи, образующийся из первичного амина изонитрил легко обнаруживается по сильному характерному запаху; благодаря сильному запаху изонитрилов проба высокочувствительна.

## Нахождение в природе
Изонитрилы относительно редко встречаются в природе, первым обнаруженным в природных источниках изонитрилом стал ксантоциллин, продуцируемый Penicillium notatum и выделенный в 1957 г. В дальнейшем был выделен и ряд других изонитрилов, обладающих биологической активностью, в частности, антибиотик аэроцианидин из бактерий Chromobacterium violaceum:
и микотоксин триховиридин грибов рода Trichoderma spp.:
В морских беспозвоночных — губках и голожаберных моллюсках — обнаружены терпеноидные изонитрилы и биогенетически связанные с ними формамиды, изотиоцианаты и, в некоторых случаях, даже иминокарбонилдихлориды.